# SD Eibar

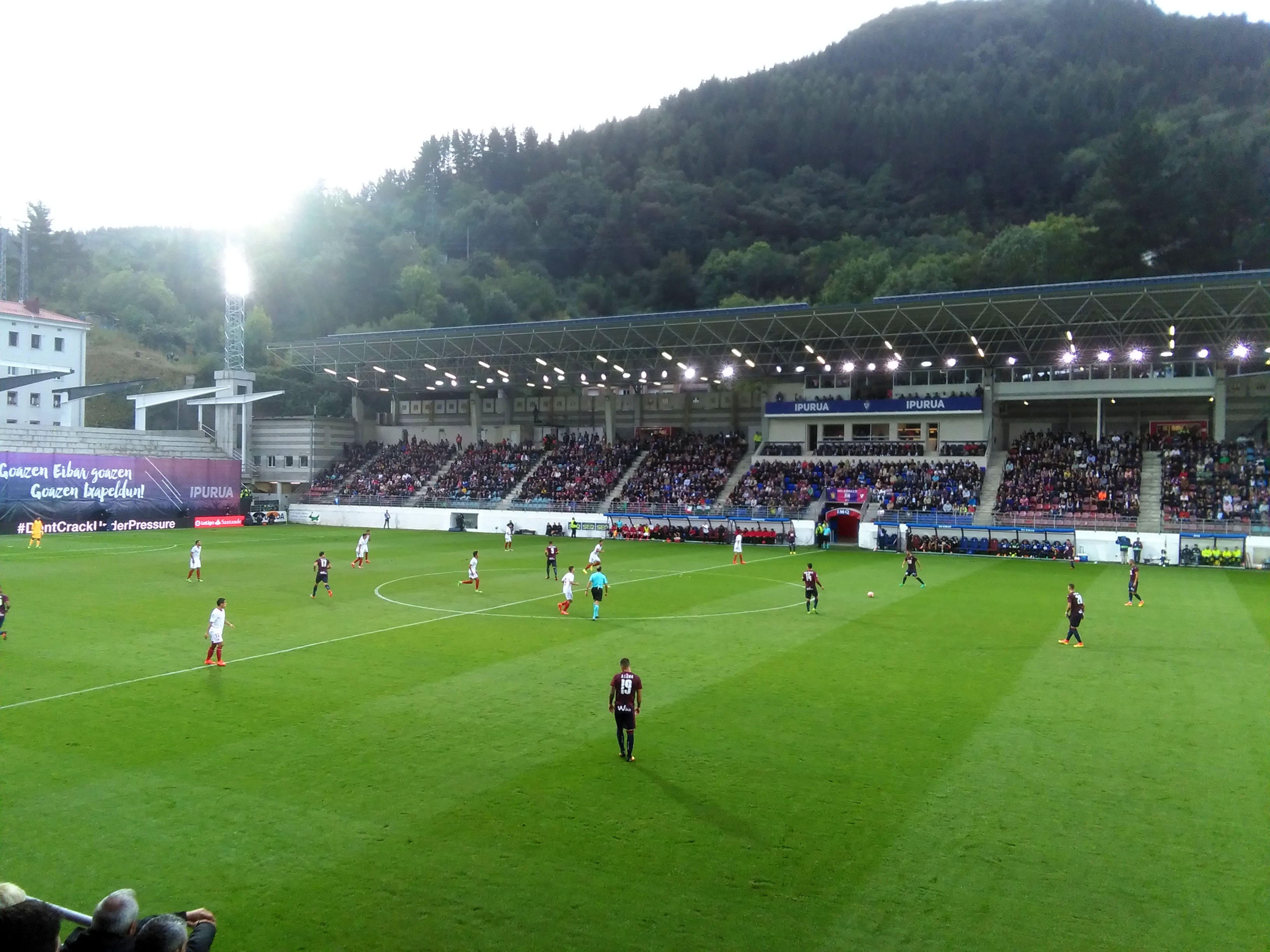
Sân vận động Ipurúa

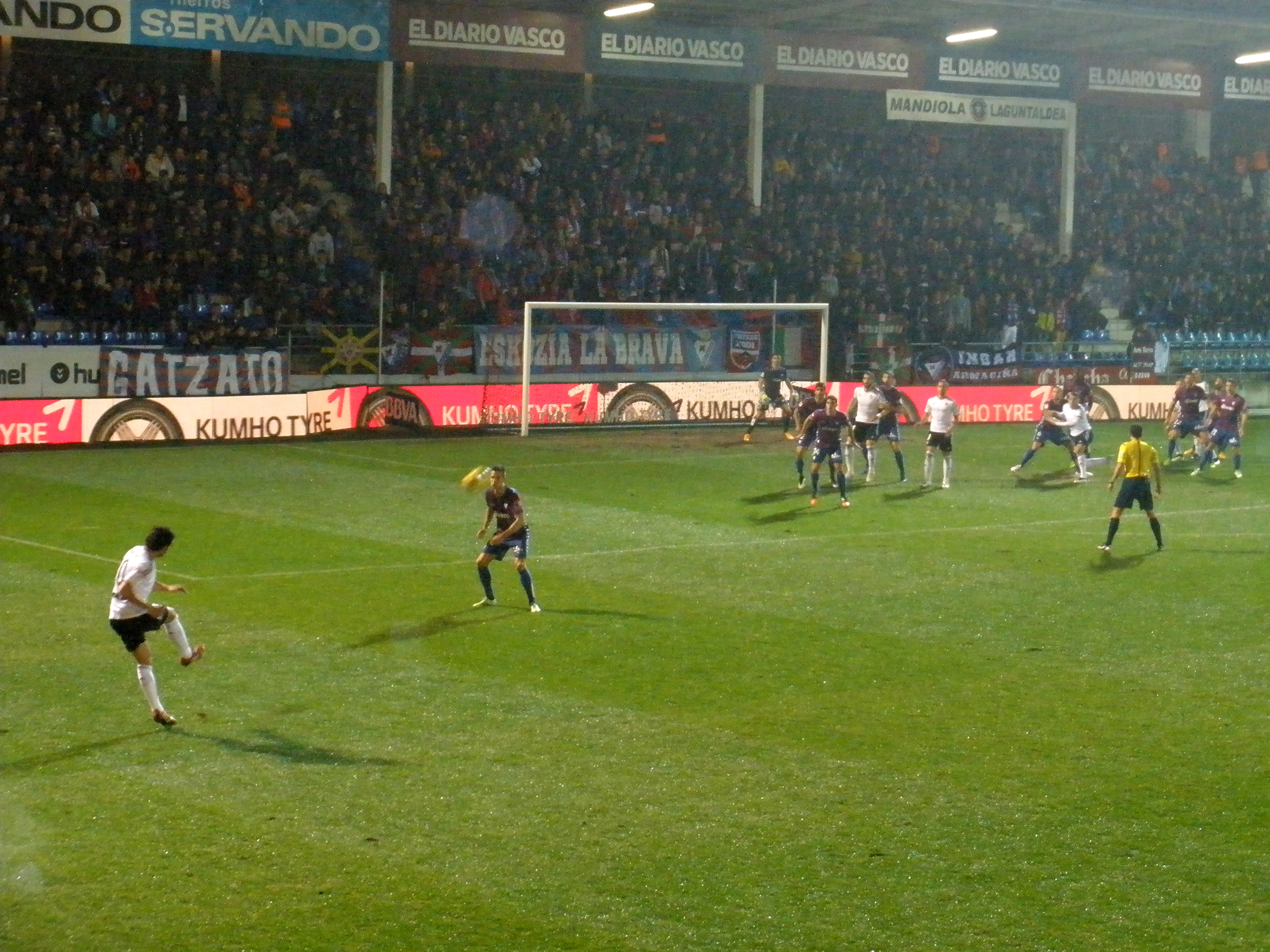
SD Eibar vs Valencia CF

Sociedad Deportiva Eibar (ở tiếng Basque: Eibar Kirol Elkartea) là một câu lạc bộ bóng đá Tây Ban Nha có trụ sở tại Eibar, Gipuzkoa, ở xứ Basque tự trị.

## Lịch sử
Được thành lập vào ngày 30 tháng 11 năm 1940, đội bóng hiện đang chơi ở La Liga đã được thăng hạng lên hàng đầu của bóng đá Tây Ban Nha lần đầu tiên vào năm 2014. Họ cũng đã tham gia vào 26 mùa Segunda División (một giai đoạn vào những năm 1950 và hầu hết những năm 1990 và 2000), dành phần còn lại của lịch sử chỉ thi đấu ở các cấp độ thấp hơn.
Đội bóng chơi trong màu áo sơ mi và áo sơ mi màu xanh với quần soóc màu xanh (bắt nguồn từ bộ trang phục của FC Barcelona)  và tổ chức các trận đấu tại nhà tại Sân vận động Thành phố Ipurua. SD Eibar là một câu lạc bộ do người hâm mộ sở hữu, với khoảng 8.000 cổ đông từ 48 quốc gia. Cho đến khi SD Huesca đủ điều kiện cho chuyến bay hàng đầu năm 2018, câu lạc bộ được coi là nhỏ nhất từng chơi ở giải đấu hàng đầu của Tây Ban Nha, và sân vận động của nó có sức chứa thấp nhất trong số các đội La Liga. Mặc dù Eibar là câu lạc bộ chuyên nghiệp duy nhất của thị trấn của nó, nhưng nó có một số trận derby xứ Basque với các câu lạc bộ khác trong khu vực.
Eibar là câu lạc bộ bóng đá duy nhất có chứng chỉ chất lượng UNE-EN-ISO 9001.

## Cầu thủ

### Đội hình hiện tại
Tính đến 1 tháng 2 năm 2024
Ghi chú: Quốc kỳ chỉ đội tuyển quốc gia được xác định rõ trong điều lệ tư cách FIFA. Các cầu thủ có thể giữ hơn một quốc tịch ngoài FIFA.
| Số | VT | Quốc gia    | Cầu thủ            |
| -- | -- | ----------- | ------------------ |
| 1  | TM | Pháp        | Luca Zidane        |
| 2  | HV | Tây Ban Nha | Cristian Gutiérrez |
| 3  | HV | Bồ Đào Nha  | Frederico Venâncio |
| 4  | HV | Tây Ban Nha | Rober Correa       |
| 5  | HV | Tây Ban Nha | Juan Berrocal      |
| 6  | TV | Tây Ban Nha | Sergio Álvarez     |
| 7  | TĐ | Tây Ban Nha | Quique González    |
| 8  | TV | Brasil      | Matheus Pereira    |
| 9  | TĐ | Maroc       | Yacine Qasmi       |
| 10 | TV | Tây Ban Nha | Ager Aketxe        |
| 11 | TĐ | Tây Ban Nha | Sergio León        |
| 13 | TM | Tây Ban Nha | Yoel Rodríguez     |

| Số | VT | Quốc gia    | Cầu thủ                                         |
| -- | -- | ----------- | ----------------------------------------------- |
| 14 | TV | Tây Ban Nha | Unai Vencedor (cho mượn từ Athletic Bilbao)     |
| 15 | HV | Tây Ban Nha | Álvaro Tejero                                   |
| 17 | TV | Tây Ban Nha | José Corpas                                     |
| 18 | TĐ | Tây Ban Nha | Jon Bautista                                    |
| 19 | TV | Tây Ban Nha | Stoichkov                                       |
| 21 | HV | Tây Ban Nha | José Ríos Reina                                 |
| 22 | HV | Séc         | Stefan Simić                                    |
| 23 | HV | Tây Ban Nha | Anaitz Arbilla (đội trưởng)                     |
| 24 | TV | Tây Ban Nha | Peru Nolaskoain                                 |
| 27 | TĐ | Hoa Kỳ      | Konrad de la Fuente (cho mượn từ Marseille)     |
| 30 | TĐ | Tây Ban Nha | Mario Soriano (cho mượn từ Deportivo La Coruña) |

### Đội dự bị
Ghi chú: Quốc kỳ chỉ đội tuyển quốc gia được xác định rõ trong điều lệ tư cách FIFA. Các cầu thủ có thể giữ hơn một quốc tịch ngoài FIFA.
| Số | VT | Quốc gia    | Cầu thủ         |
| -- | -- | ----------- | --------------- |
| 28 | HV | Tây Ban Nha | Iker Alday      |
| 29 | TV | Tây Ban Nha | Ander Madariaga |

| Số | VT | Quốc gia    | Cầu thủ         |
| -- | -- | ----------- | --------------- |
| 32 | HV | Tây Ban Nha | Aritz Muguruza  |
| 33 | HV | Tây Ban Nha | Hodei Arrillaga |

### Cho mượn
Ghi chú: Quốc kỳ chỉ đội tuyển quốc gia được xác định rõ trong điều lệ tư cách FIFA. Các cầu thủ có thể giữ hơn một quốc tịch ngoài FIFA.
| Số | VT | Quốc gia | Cầu thủ |
| -- | -- | -------- | ------- |